# Омский военный округ

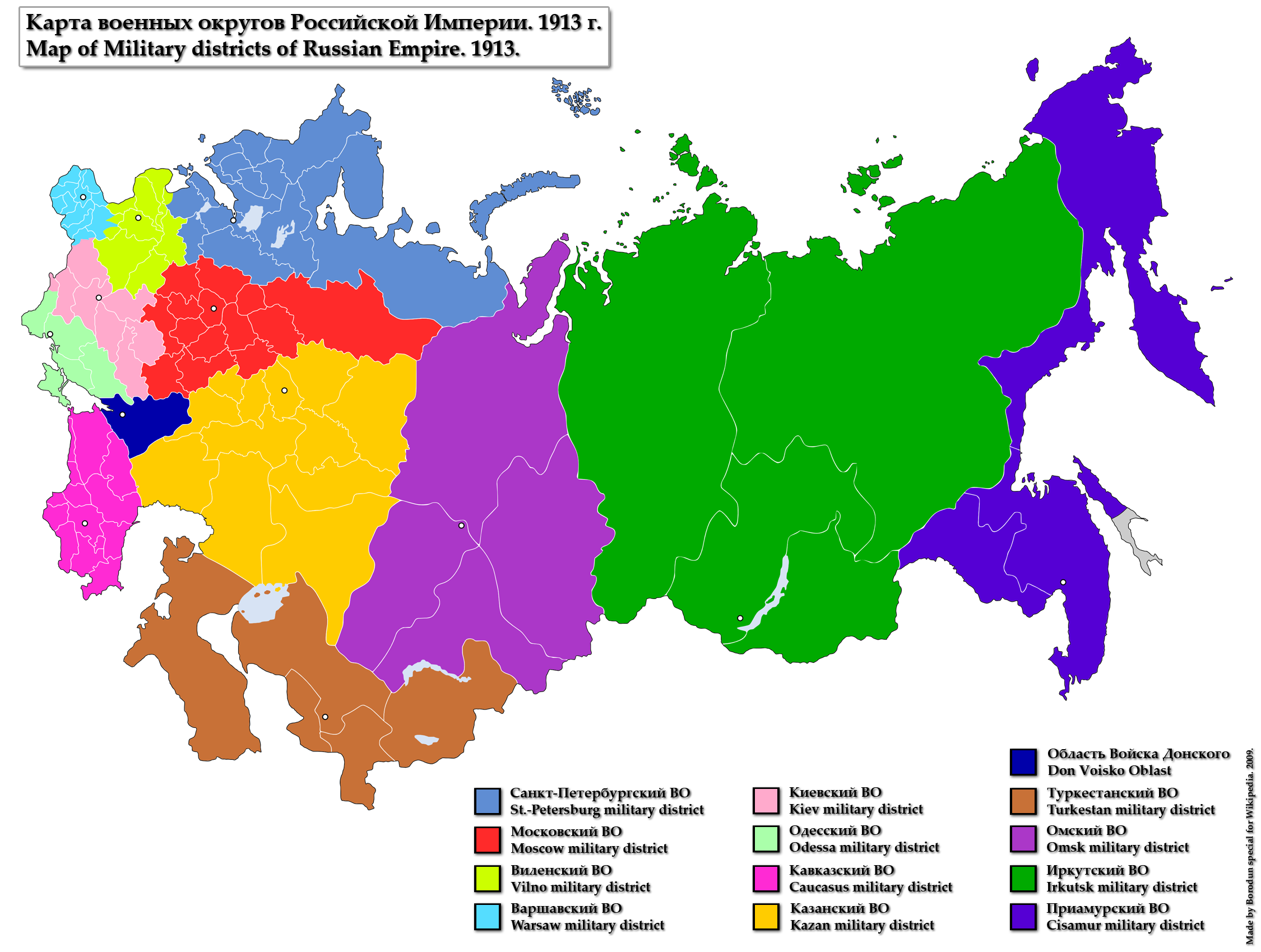
Карта военных округов, 1913 год.

О́мский вое́нный о́круг — формирование (объединение, военный округ) Сухопутных сил (армии) Вооружённых сил Российской империи.
Штаб — город Омск.

## История
Омский военный округ создан 25 мая 1882 года из областей Степного генерал-губернаторства (Акмолинская, Семипалатинская и Семиреченская области), а также Тобольской и Томской губерний. ВО сформировался на основе существовавшего ранее Западного Сибирского военного округа с максимально возможным сохранением существовавшей ранее структуры. Все военные управления, заведения и учреждения Западно-Сибирского округа были переименованы в управления, заведения и учреждения Омского округа. Штаты управлений остались без изменений. Центральный аппарат нового округа также был унаследован от старого. Командующий войсками округа одновременно занимал должности Степного генерал-губернатора и войскового наказного атамана Сибирского казачьего войска. Округ был небольшим - по штату в нём было менее 15 000 офицеров и нижних чинов. Его главной задачей было военное и административное управление на территории округа. В 1899 году к Омскому военному округу был присоединён Иркутский военный округ с переименованием Омского военного округа в Сибирский. 
В 1906 году из Сибирского военного округа выделен Иркутский военный округ, и Сибирский военный округ вновь назван Омским, в составе Тобольской и Томской губерний, Акмолинской и Семипалатинской областей (Семиреченская область ранее была передана в состав Туркестанского военного округа).
С началом Первой мировой войны в августе—сентябре 1914 из округа на фронт были отправлены 11-я и 14-я Сибирские стрелковые дивизии; затем в течение войны округ осуществлял подготовку маршевых рот для пополнения частей действующей армии. На момент Февральской революции на территории округа дислоцировались 20 пехотных запасных полков, 14 пеших дружин государственного ополчения, различные военные учреждения и заведения общей численностью более 190 тыс. человек. Наиболее крупные гарнизоны располагались в Омске, Томске и Новониколаевске.
В 1917 году в связи с революционными событиями в России, сопровождавшими развалом государственных институтов в целом и армии в частности, округ в течение календарного года четырежды менял командующих: от генерала от кавалерии Н. А. Сухомлинова до прапорщика П. Н. Половникова и штабс-капитана М. И. Телицына.
Декретом Совета Народных Комиссаров от 4 мая 1918 Омский военный округ преобразован в Западно-Сибирский военный округ. 
В ходе начавшейся гражданской войны в России Омский военный округ под этим же названием и в прежних территориальных пределах после свержения большевиков в Омске войсками Чехословацкого корпуса и установления власти Временного Сибирского правительства был воссоздан приказом командира Степного Сибирского корпуса полковника П. П. Иванова-Ринова от 7 июня 1918 года. В январе 1919 года переименован в Омский. В 1918—1919 годах на его территории сформированы 1-я, 2-я, 4-я, 5-я, 11-я, 12-я, 13-я Сибирские стрелковые дивизии, а также другие части и соединения Сибирской армии Колчака. В результате разгрома этой армии и отступления «белых» на восток во второй половине 1919 года, штаб и управления округа фактически прекратили своё существование.
После взятия Омска Красной Армией в ноябре 1919 года постановлением Сибирского ревкома от 3 декабря 1919 года был вновь создан Омский военный округ. В его состав вошли территории Омской, Томской, Челябинской, Семипалатинской, Тюменской и Алтайской губерний. Управление округа находилось в Омске. Округ подчинялся командующему 5-й армией. Постановлением РВС 5-й армии от 24 декабря 1919 года переименован в Западно-Сибирский военный округ. Войсками округа в этот период командовал окрвоенком М. О. Шипов.

## Командование округа

### Командующие войсками (1882—1899 и 1906—1914, с 1914 — главный начальник военного округа)
- 25.05.1882 — июнь 1889 — генерал-лейтенант, (с 30 августа 1885 — генерал от инфантерии) Колпаковский, Герасим Алексеевич;
- июнь — октябрь 1889 — генерал-лейтенант Бабков, Иван Фёдорович (временно исполняющий должность);
- октябрь 1889 — май 1899 — генерал-лейтенант, с 1891 генерал от кавалерии Таубе, Максим Антонович;
- апрель 1906 — июнь 1908 — генерал-лейтенант Надаров, Иван Павлович;
- 08.06.1908 — 24.05.1916 — генерал от кавалерии Шмит, Евгений Оттович;
- 24.05.— март 1917 — генерал от кавалерии Сухомлинов, Николай Александрович;
- март 1917 — генерал-майор Думбадзе, Самсон Антонович;
- март — июль 1917 — генерал-майор Григорьев, Григорий Васильевич (временно исполняющий должность);
- июль 1917 — генерал-лейтенант Таубе, Александр Александрович;
- 12 июля — август 1917 — полковник Прединский, Михаил Петрович[4];
- 31 августа — 17 ноября 1917 — прапорщик Половников, Павел Никанорович;
- ноябрь 1917 — май 1918 — штабс-капитан Телицын, Михаил Иванович;
- 19.12.1918 — 1919 — генерал-майор Матковский, Алексей Филиппович.

### Начальники штаба
- май 1882 — июнь 1889 — генерал-лейтенант Бабков, Иван Фёдорович;
- июнь — октябрь 1889 — генерал-лейтенант Таубе, Фердинанд Фердинандович (временно исполняющий должность);
- октябрь 1889 — май 1890 — генерал-лейтенант Бабков, Иван Фёдорович;
- май — октябрь 1890 — генерал-лейтенант Таубе, Фердинанд Фердинандович;
- октябрь 1890 — март 1892 — генерал-майор Гец, Дмитрий Николаевич;
- март 1892 — апрель 1895 — генерал-лейтенант Маслов, Игнатий Петрович;
- май 1895 — декабрь 1897 — генерал-лейтенант Шепелев, Николай Александрович;
- февраль 1898 — июнь 1899 — генерал-лейтенант Зарубаев, Николай Платонович;
- апрель — декабрь 1906 — генерал-лейтенант Бобырь, Николай Павлович;
- январь 1907 — июнь 1911 — генерал-лейтенант Тихменев, Валериан Павлович;
- июнь 1911 — июль 1914 — генерал-лейтенант Ходорович, Николай Александрович;
- июль — ноябрь 1914 — генерал-майор Карцов, Евгений Петрович;
- январь 1915 — апрель 1916 — генерал-лейтенант Мориц, Александр Арнольдович;
- май 1916 — сентябрь 1917 — генерал-майор Таубе, Александр Александрович;
- сентябрь 1917 — 1918 — генерал-майор Мясников, Василий Емельянович.